# 胡可明
胡可明（1957年5月—），吉林榆树人，中华人民共和国政治人物，中国共产党党员。

## 生平
吉林大学法律专业毕业，大学学历。历任国务院法制局工交商事法规司处长、副司长，国务院法制办公室工交商事法制司副司长、司长，秘书行政司司长等职。2013年7月升任国务院法制办公室副主任。2018年2月24日，当选为第十三届全国人大代表。